# Euplexia lucipara
Euplexia lucipara je vrsta noćnog leptira (moljci) iz porodice sovica (Noctuidae). Vrsta je palearktičkog rasprostranjenja, a prvi je opisao Karl Line u svom delu Systema Naturae, 1758. godine. U literaturi iz 18. veka, pojavljuju se i sinonimi za vrstu, Phalaena dubia i Euplexia flavomacula.

## Stanište i biljka hraniteljka[3]
Euplexia lucipara je polifagna vrsta koja se hrani mnogim čestim biljnim vrstama, poput koprive (Urtica dioica) i vrsta iz roda Rubus, ali i lišćem nekih od drvenastih biljaka (hrast, vrba). Veoma često, kao biljke hraniteljke beležene su i mnoge paprati, poput onih iz roda Dryopteris i Pteridium. Staništa su vlažni i senoviti rubovi šuma i mesta poput malih, izolovanih, gusto obraslih područja uz puteve i staze.

## Opis vrste

### Razvojni stadijumi i životni ciklus
Vrsta ima jednu generaciju godišnje, a u zavisnosti od pogodnosti klimatskih uslova može se razviti i parcijalna druga. Adulti lete od maja do avgusta, a gusenice se sreću tokom čitavog leta, sa pikom u avgustu. Iz blago providnih, sferičnih, beličastih jaja izležu se gusenice koje nalikuju na srodnike iz tribusa kojem pripadaju, Phlogophorini. Najpre potpuno zelene, blago sluzavog integumenta i bez ikakvih markacija, vrlo brzo dobijaju markaciju koja je nedvosmislen determinacioni karkater: par belo-žutih tačaka na kaudalnom delu. Vidljiva je i bela subspirakularna linija, a naziru se i bela mediodorzalna i subdorzalne linije. Zrela gusenica može zadržati zelenu boju, ali postoji i tamna, smeđa forma. Čitav izgled integumenta je somotast, a prisutne su i markacije česte za tribus, tamnije kose pruge na dorzumu. Segmenti kaudalnog dela su blago prošireni i stvaraju grbicu. Lutka je tamno smeđa, zdepasta i glatka, i vrsta prezimljava u ovom stadijumu.

### Adult
Raspon krila je do 35mm. Prednja krila su tamno smeđa, sa širokom bledom trakom na rubu. Prvučeni su veštačkom svetlošću i šećernim rastvorima, i često se viđaju na cvetovima. Danju se uspešno kamufliraju među vegetacijom.